# تفسير الجيلاني
تفسير الجيلاني، تفسير صوفي لكتاب القرآن الكريم ينسب للشيخ عبد القادر الجيلاني، دار حوله نسبته جدل علمي كبير، مطبوع عدة مرات وله شهرة كبيرة عند الصوفية.

## عرض الكتاب
يذكر جمال الدين فالح الكيلاني «أستاذ القادريات»:
تفسير ينسب للشيخ عبد القادر الجيلاني، قدمه مؤلفه بمقدمة طويلة هامة، تعرض فيها لكثير من الأمور التي لها تعلق واتصال بالقرآن وتفسيره. ولكن أغلب هذه المقدمة مأخوذ بنصه من كلام الغزالي الذي ذكره في «مقدمته في أصول التفسير».
وهو يمتاز في طريقته بأن يذكر الآية، ثم يفسرها بعبارة سهلة موجزة، وإن أمكن توضيح الآية بآية أخرى ذكرها وقارن بين الآيتين، حتى يتبين المعنى ويظهر المراد منه. وهو شديد العناية بهذا النوع من التفسير الذي يسمونه تفسير القرآن بالقرآن، وهذا الكتاب أكثر ما عرف من كتب التفسير سرداً للآيات في المعنى الواحد.
ثم بعد أن يفرغ من هذا كله، يشرع في سرد الأحاديث المرفوعة التي تتعلق بالآية، ويبين ما يحتج به منها، ثم يردف هذا بأقوال الصحابة والتابعين ومن يليهم من علماء السلف.
ونجده يرجح بعض الأقوال على بعض، ويضعف بعض الروايات، ويصحح بعضاً آخر منها، ويعدل بعض الروايات ويجرح بعضاً آخر. وهذا يرجع إلى ما كان عليه من المعرفة بفنون الحديث على أنه يدخل في المناقشات الفقهية ويذكر أقوال العلماء وأدلتهم عندما يشرح آية من آيات الأحكام. ومن الأمثلة على ذلك تفسيره قوله تعالى في الآية (185) من سورة البقرة:(فمن شهد منكم الشهر فليصمه ومن كان مريضاً أو على سفر فعدة من أيام آخر)..الآية، فإنه ذكر أربع مسائل تتعلق بالآية، وذكر أقوال العلماء وأدلتهم على ما ذهبوا إليه.
وهكذا نجد أنه يدخل في خلافات الفقهاء، ويخوض في أدلتهم ومذاهبهم كلما تكلم عن آية لها تعلق بالأحكام، ولكنه مع هذا مقل مقتصد لا يسرف كما أسرف غيره من المفسرين.

## أهميته
شهد تفسير الجيلاني قبولا وانتشارا، فلا تكاد تخلو منه اليوم مكتبة صوفية سواء كانت شخصية أو عامة، وتتجلى لنا أهمية تفسير الجيلاني، في النقاط التالية:
- كتاب صوفي من الطراز الأول.
- ذكر الحديث بسنده.
- حكمه على الحديث في الغالب.
- ترجيح ما يرى أنه الحق، دون التعصب لرأي أو تقليد بغير دليل.
- عدم الاعتماد على الإسرائيليات التي لم تثبت في كتاب الله ولا في صحيح سنة رسول الله، وربما ذكرها وسكت عليها، وهو قليل.[2]

## إشكالاته
يذكر الدكتور جمال الدين فالح الكيلاني «أستاذ القادريات» عدة اشكالات تدور حول نسبته للشيخ عبد القادر الكيلاني منها:
- 1- ذَكَر مؤلف التفسير في نهاية مقدمته (1/34) عنوان تفسيره فقال: «ثُمَّ لمَّا كان ما ظهر فيه من الفتوحات التي فتحها الله الحق، ووهبها من محض جوده سمَّى من عنده (بالفواتح الإلهية والمفاتح الغيبية الموضحة للكلم القرآنية والحكم الفرقانية)», وهذا العنوان قد نسبه حاجي خليفة في كشف الظنون (2/1292), والزركلي في الأعلام (8/39), وكحالة في معجم المؤلفين (4/37) لنعمة الله بن محمود النخجواني (ت:920 هـ), متصوف من اتباع الطريقة القادرية، ونسبته إلى «نخجوان» في أزبكستان.
- 2- ففي النسخة التي أشار لها المحقق (أ) كتب الناسخ في نهاية الجزء الثالث من المخطوط: «تم الجزء الثالث من تفسير سلطان العارفين سيدي عبد القادر الجيلاني قدَّس الله سره العزيز آمين».

وفي النسخة (ج) كتب في الصفحة الأُولى من الجزء الأول من المخطوط «الجزء الأول من تفسير القرآن العظيم لمولانا ذي النور الرباني، والهيكل الصمداني، فذلكة طروس الدفتر النوراني، إمام العارفين تاج الدين القطب الكامل السيد عبد القادر الكيلاني أعاد الله علينا وعلى المسلمين من بركاته وبركات معاني سره العرفاني».
- 3- وذكر العالم العلامة مفتي العراق السابق عبد الكريم محمد المدرس في كتابه (إسناد الأعلام إلى حضرة سيد الأنام) مؤلفات القطب الرباني والغوث الصمداني قطب بغداد أبو صالح محيي الدين الشيخ عبد القادر الجيلاني العزيز وأفاض علينا من بركات علومه الشريفة وحشرنا معه وفي زمرته تحت لواء سيد المرسلين (ﷺ))وقال وله تأليفات مهمة منها تفسيرالقرآن العظيم في ست مجلدات وتوجد نسخة منه في بلدة طرابلس في ليبيا ولم تطبع لحدالآن. وأراد النقباء في بغداد طبعه ولكن عاقت دون طبعه عوائق الأيام).

و يقول الدكتور جمال الدين فالح الكيلاني، بعد الدراسة والتحقيق ومقارنة التفسير بأسلوب الشيخ عبد القادر الجيلاني من خلال مؤلفاته المعروفة ككتاب الغنية والفتح الرباني وفتوح الغيب وغيرها مما ثبتت نسبته للسيد الشيخ عبد القادر الجيلاني، والذي تمرست عليه وتعاملت معه سنوات طويلة بحكم الدراسة والمتابعة والتخصص اقول وبالله التوفيق، بعد النظر والتأمل في ثنايا التفسير، يتجلى لنا وبوضوح تام وبالدليل العقلي والنقلي ان اصل التفسير هو للشيخ عبد القادر الجيلاني، وتاليف الشيخ عبد القادر الجيلاني للتفسير معروف ومتواتر بين كل من عمل في التراث القادري، ويتضح ذلك في ثنايا التفسير نفسه من خلال مقارنة بعض النصوص والتي بقيت تحمل بصمة مؤلف الاصل الشيخ عبد القادر الجيلاني ولكن الحقيقة العلمية والامانة التاريخية تقتضي ذكر ان التفسير تعرض إلى إعادة صياغة تكاد تكون كاملة، من قبل أحد الصوفية المتاخرين وهو نعمة الله النخجواني الأوزبكي الوارد ذكره.[بحاجة لمصدر]

## موقف الشيخ البوطي من التفسير
الدكتور محمد سعيد رمضان البوطي كتب مقالات في تبرئة عبد القادر الجيلاني من هذا الكتاب ونسبته اليه ويمكن الاطلاع على كل منهما في المراجع وقال عن هذا الكتاب: "اطلعت على هذا الكتاب منذ مدة.. وأستطيع التأكيد بأن سيدي العالم الحنبلي الجليل والإمام الرباني الشيخ عبد القادر الجيلاني بريء من هذا الكتاب المليء بالشذوذات الفكرية المخالفة لما عليه أهل السنة والجماعة، والمليء بالعبارات المفككة والجمل الركيكة والمعاني الضبابية التي لا تستقيم مع موازين الشريعة الإسلامية.
وإني لأرجوا أن لا ينخدع المقبلون إليه بجمال الإخراج وأناقة الطباعة، عن الشذوذات التي يبرأ منها نصير أهل السنة والجماعة سيدي الشيخ عبد القادر الجيلاني قدس الله روحه.
والمحققون يعلمون أن هذا الكتاب يعود إلى مؤلف آخر مغمور شاء أن يجمع فيه شذوذات فكره وأن يحشوه بتكلفات المتصّوفة الذين لا حظّ لهم من التصوف الإسلامي الملتزم إلا التنطعات التي توهم علّو المقام، والفلسفات الفارغة، التي تزعم بلوغ صاحبها درجة الكشف، ومعرفة أسرار الغيب.
وما كان سيدي العالم الرباني الشيخ عبد القادر الجيلاني إلا المحذر من التورط في هذه الضلالات والأوهام."